# Evolution (Korn)
Evolution è il primo singolo estratto dall'ottavo album in studio Untitled dei Korn.

## Descrizione
La traccia non include l'originale batteria di David Silveria, né la batteria di Terry Bozzio. Invece, è Brooks Wackerman che suona la batteria nel pezzo.
Jonathan Davis lo descrive come "indirizzato al problema globale climatico". Jonathan dice, "Non è una merda politica alla Al Gore. Mi sto solo chiedendo, i figli dei miei figli, avranno un posto dove vivere?".

## Video musicale
Il video è stato diretto da Dave Meyers che aveva già diretto i video di Did My Time e Twisted Transistor). Il video presenta anche la partecipazione di Joey Jordison (Slipknot, Murderdolls).
Il video è stato messo in onda in Canada, il 23 luglio 2007.

## Tracce
US CD Promo Radio
1. Evolution (Reverse Clean) – 3:37
2. Evolution (Super Clean) – 3:38
3. Evolution (Album Version) – 3:39

UK CD Singolo
1. Evolution (Album Version) – 3:39
2. Evolution (Dave Audé Remix) – 3:41

UK 7" Vinile
1. Evolution (Album Version)
2. I Will Protect You

## Formazione
Gruppo
- Jonathan Davis - voce, chitarra, cornamusa, batteria
- James "Munky" Shaffer - chitarra, mandolino, lap steel guitar
- Reginald "Fieldy" Arvizu - basso

Altri musicisti
- Brooks Wackerman - batteria
- Zac Baird - tastiera, organo, sintetizzatore

## Classifiche
| Classifica (2007)             | Posizione massima |
| ----------------------------- | ----------------- |
| Stati Uniti (alternative)     | 20                |
| Stati Uniti (dance club)      | 18                |
| Stati Uniti (mainstream rock) | 4                 |